# Бригадир Жерар
«Подвиги бригадира Жерара» (англ. The Exploits of Brigadier Gerard) - збірка оповідань шотландського письменника Артура Конана Дойла. Існує дві збірки "Подвиги бригадира Жерара" і "Пригоди бригадира Жерара" (англ. The Adventures of Gerard). Однак розповіді друкувалися в хаотичному порядку й у різних збірках, іноді тільки в одній з них. "Подвиги..." були надруковані у 1894—1895 роках, а "Пригоди..." у 1900—1903 роках. Збірники оповідають про події періоду наполеонівських війн, оповідання стилізоване під мемуари й ведеться від імені вигаданого кавалерійського офіцера Жерара.

## Історія створення
У 1894 році Артур Конан Дойл приїхав в США і привселюдно читав свої твори на зразок Діккенса. Саме тут він прочитав публіці оповідання "Як бригадира нагородили медаллю". Оповідання сподобалося людям, і його надрукували в грудні в журналі "Стренд Мегезин". Після цього розповіді про бригадира почали друкуватися в цьому журналі до 1895 року. Образ Жерара був не менш популярний, ніж Шерлок Холмс. Конан Дойл назвав збірник "Подвигами ..." тому, що слово "пригоди" було в моді й не дуже підходило до розповідей. В 1900 р. почали друкуватися "Пригоди бригадира Жерара".
Матеріал для розповідей Конан Дойл брав з історичних нарисів. У розповідях можна помітити елементи з "Спогадів про похід французів до Іспанії" Де Рокка, "Спогадів про війну в Іспанії" Де Найли й "Військові спогади полковника Де Гонневиля". Саме через ці твори автор зробив свого героя солдатом з кінноти. Також Конан Дойл використав "Мемуари" Марбо. Між цими двома творами є багато спільного. Розповіді про взяття Сарагоси й про маршала Одеколоні взяті з відповідних глав "Мемуарів" Марбо.

## Оповідання

### Подвиги бригадира Жерара
- "Як бригадир потрапив у чорний замок" - Бригадир Жерар погоджується проводити молодого Дюрока в Чорний замок, щоб той помстився за свого вбитого під час вересневої різанини батька власникові замку, баронові Карабену.
- "Як бригадир перебив братів з Аяччо" - Імператор Наполеон одержує послання від Корсиканської організації "брати з Аяччо" і відправляється на зустріч із ними, взявши із собою бригадира Жерара.
- "Як бригадирові дістався король" - Жерар розповідає про свої пригоди в Іспанії, як він потрапляє в полон до місцевих бандитів, а потім до англійців, які відправляють його до Британії як полоненого.
- "Як бригадир дістався королеві" - Бригадир Жерар в Англії, у в'язниці Дартмур. Йому вдається втекти звідти з надією на повернення до Франції.
- "Як бригадир помірявся силами з маршалом Одеколоном" - Жерару доручають піймати й стратити англійського солдата-розбійника Одеколона, що тероризує французів зі своєю бандою.
- "Як бригадир намагався виграти Німеччину" - Бригадир виконує завдання у Німеччині.
- "Як бригадир був нагороджений медаллю" - Бригадирові доручають доставити важливий лист, який насправді  підроблений й повиннен потрапити до ворогів, але Жерар про це нічого не знає...
- "Як бригадира спокушав диявол" - Влада Наполеона закінчилася. Він повинен сховати важливі для його династії папери, і в цьому йому повинен допомогти Ет'єн Жерар.

### Пригоди бригадира Жерара
- "Як бригадир втратив вухо" - У розграбованої французькими військами Венеції створюється таємне товариство, що мстить французьким офіцерам за те, що вони зробили з містом. У руки цього суспільства й попадає бригадир.
- "Як бригадир взяв Сарагосу" - Бригадира Жерара відправляють в обложену французами Сарагосу, щоб він підірвав стіну й полегшив штурм міста.
- "Як бригадир вбив лисицю" - Ет'єн Жерар проникає у тил англійської армії й виконує завдання, а при поверненні вбиває лисоцю, на яку полювали англійці.
- "Як бригадир врятував армію" - Армія в скрутному стані. На горі готують сигнальне багаття, яке повинно подати сигнал підкріпленню, однак гору осадили бандити, крізь яких потрібно прорватися бригадирові.
- "Як бригадир прославився у Лондоні" - Жерар згадує часи свого перебування в Англії, коли він викликав на дуель англійського офіцера.
- "Як бригадир побував у Мінську" - Французька армія не витримує російську зиму й голод. Бригадира Жерара посилають із невеликою жменькою солдатів у Мінськ, щоб дістати звідти їжу.
- "Як бригадир діяв при Ватерлоо" - Знаменита Битва при Ватерлоо, під час якої бригадир скоїв черговий подвиг.
- "Остання пригода бригадира" - Війна закінчена, імператор скинутий. Бригадир відправляється у морську подорож.

### Інші оповідання
- "Одруження бригадира" - Розповідь написана окремо  й не входить до збірок. Дотепна історія про те, як бригадир Жерар був заручений зі своєю коханою.